# صالح كردة (لودر)

تعديل مصدري - تعديل

صالح كردة هي إحدى قرى عزلة زارة بمديرية لودر التابعة لمحافظة أبين، بلغ تعداد سكانها 31 نسمة حسب تعداد اليمن لعام 2004.